# Pterobunocephalus
Pterobunocephalus is een geslacht van straalvinnige vissen uit de familie van de braadpan- of banjomeervallen (Aspredinidae).

## Soorten
- Pterobunocephalus depressus (Haseman, 1911)
- Pterobunocephalus dolichurus (Delsman, 1941)